# Joel Hefley

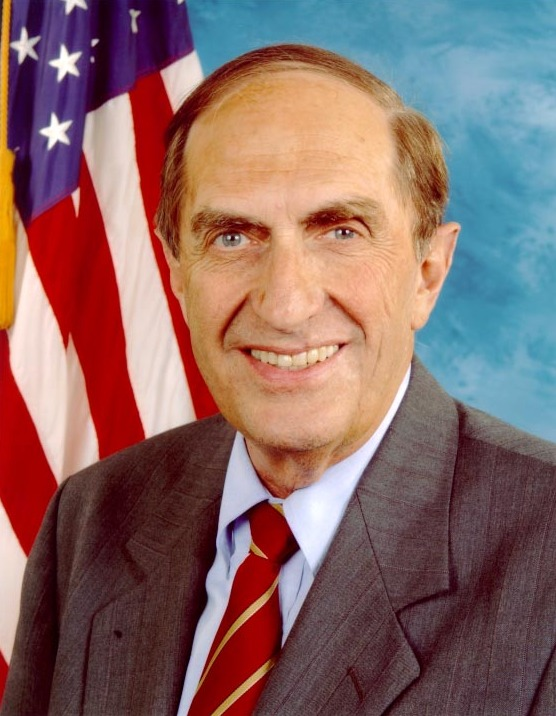
Joel Hefley

Joel M. Hefley (* 18. April 1935 in Ardmore, Oklahoma) ist ein US-amerikanischer Politiker. Er vertrat als republikanischer Abgeordneter von 1987 bis 2007 den fünften Kongresswahlbezirk Colorados im Repräsentantenhaus der Vereinigten Staaten.
Seine Frau Lynn ist Abgeordnete im Repräsentantenhaus von Colorado. Diesem gehörte Joel Hefley selbst von 1977 bis 1978 an; danach wurde er in den Senat von Colorado gewählt. Im Repräsentantenhaus war er von 2001 bis 2005 Vorsitzender des Ethics Committee.
Hefley hatte im Februar 2006 angekündigt, nach zehnmaliger Wiederwahl nicht noch einmal für das Amt zur Verfügung zu stehen. Als Nachfolger empfahl er seinen langjährigen Mitarbeiter Jeff Crank, der allerdings in der parteiinternen Vorwahl im August 2006 Doug Lamborn, einem Mitglied des Senats von Colorado, unterlag. Hefley verweigerte diesem jedoch die Unterstützung, da er ihn hinter einer Schmutzkampagne gegen Crank vermutete. Trotzdem gewann Lamborn den Wahlbezirk bei den Kongresswahlen im Herbst 2006 mit 59 % der Wählerstimmen.